# Ciuchici

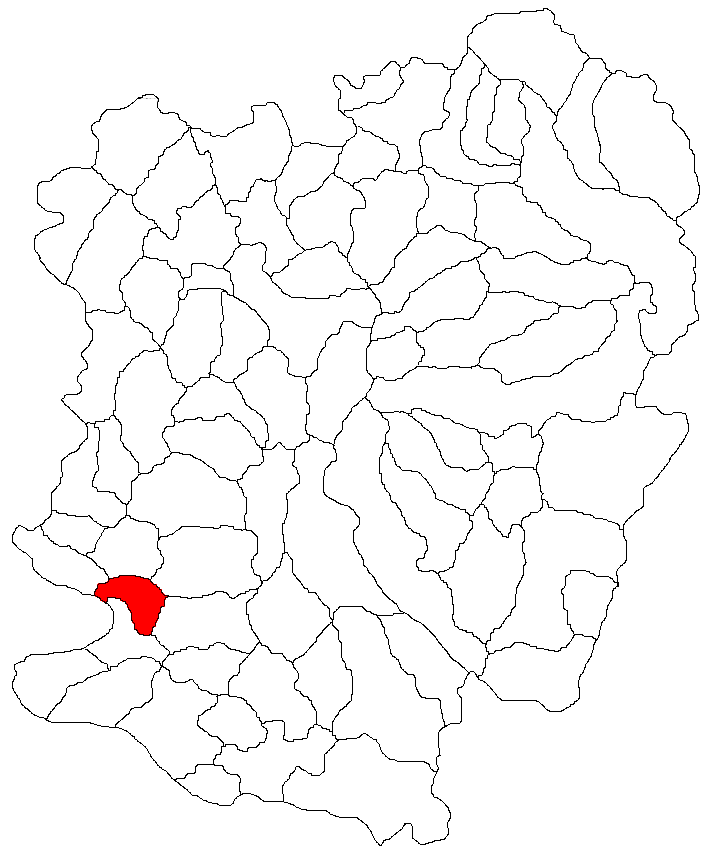
Lage der Gemeinde Ciuchici im Kreis Caraș-Severin

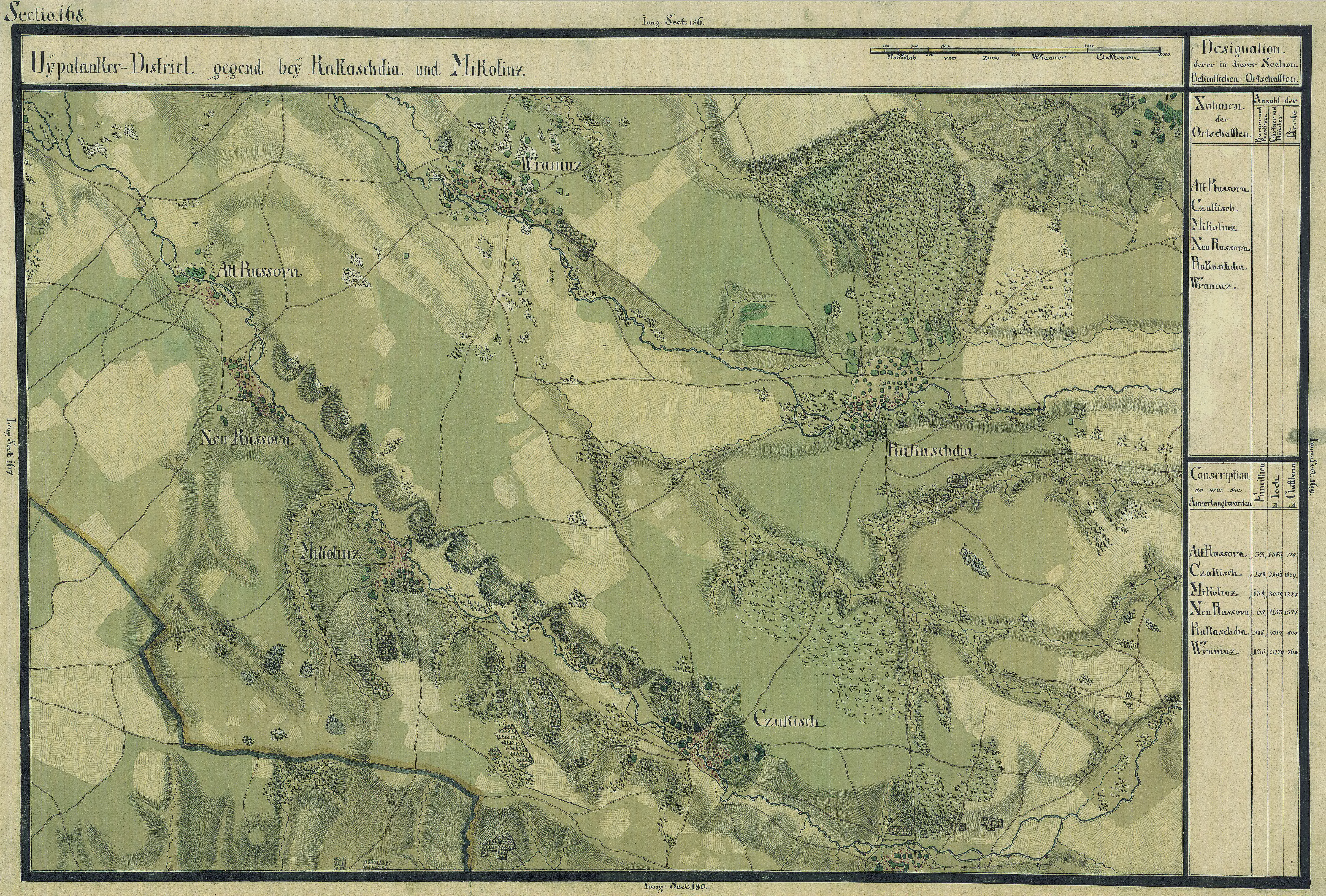
Ciuchici auf fer Josephinischen Landaufnahme

Ciuchici (veraltet Ciuchiciu; deutsch Tschukitsch, Zukisch, ungarisch Tyukó oder Csukits) ist eine Gemeinde im Kreis Caraș-Severin, in der Region Banat, im Südwesten Rumäniens. Zu der Gemeinde Ciuchici  gehören auch die Dörfer Macoviște, Nicolinț und Petrilova.

## Geografische Lage
Ciuchici liegt im Südwesten des Kreises Caraș-Severin, dicht an der Grenze zu Serbien, in 15 km Entfernung von Oravița.

## Nachbarorte
| Vrăniuț | Răcășdia                                    | Ciclova Română |
| Serbien | Kompassrose, die auf Nachbargemeinden zeigt | Macoviște      |
| Naidăș  | Petrilova                                   | Bogodinț       |

## Geschichte
Die Ortschaft wurde im 17. Jahrhundert erstmals von Marsigli unter dem Ortsnamen Csukitz erwähnt.
Im Laufe der Jahrhunderte traten verschiedene Schreibweisen des Ortsnamens in Erscheinung: 1464 Thywko, 1690–1700 Zsukisch, 1808 Csukics, 1888 Csukics, 1913: Tyukó, 1919: Ciuchiciu.
Auf der Josephinischen Landaufnahme von 1717 ist Czukisch eingetragen. Nach dem Frieden von Passarowitz (1718) war die Ortschaft Teil der Habsburger Krondomäne Temescher Banat.
Infolge des Österreichisch-Ungarischen Ausgleichs (1867) wurde das Banat dem Königreich Ungarn innerhalb der Doppelmonarchie Österreich-Ungarn angegliedert.
Der Vertrag von Trianon am 4. Juni 1920 hatte die Dreiteilung des Banats zur Folge, wodurch Ciuchici an das Königreich Rumänien fiel.

## Bevölkerungsentwicklung
| 1880 | 4747 | 4663 | 5 | 58 | 21             |
| 1910 | 4574 | 4495 | 6 | 20 | 53             |
| 1930 | 4258 | 4177 | 4 | 22 | 55             |
| 1977 | 1952 | 1921 | - | 1  | 30             |
| 2002 | 1257 | 1181 | 1 | 3  | 72             |
| 2021 | 1019 | 774  | 2 | -  | 243 (144 Roma) |